# Branscourt
Branscourt település Franciaországban, Marne megyében. Lakosainak száma 315 fő (2022. január 1.). Branscourt Courcelles-Sapicourt, Jonchery-sur-Vesle, Savigny-sur-Ardres és Vandeuil községekkel határos.

## Népesség
A település népességének változása:
| Lakosok száma | 173  | 158  | 231  | 246  | 276  | 288  | 309  | 320  | 330  | 315  |
|               | 1968 | 1982 | 1990 | 2006 | 2013 | 2015 | 2017 | 2019 | 2020 | 2022 |